# ヒカルの碁 (中国ネットドラマ版)
『ヒカルの碁』（ヒカルのご、原題：棋魂、英題：Hikaru no Go）は、2020年に動画サービスiQIYIにて配信された中国のテレビドラマ。原作は週刊少年ジャンプに連載されていた少年漫画『ヒカルの碁』。
個人ユーザーによる総合評価サイト、豆瓣（ドウバン）の2020年高評価中国語ドラマベスト10の第6位。
中国最大手のSNS、微博（ウェイボー）ユーザーの投票や話題度で決まる2020電視劇大賞16位。
2022年5月13日（金）正午より、Rakuten TVで独占先行配信開始。
2022年7月16日（土）11時よりTBSチャンネル１でテレビ初放送。
2023年7月27日よりFODプレミアムで全話配信開始。
2024年U-NEXT、Leminoなどの配信サイトでも配信されている。

## 概要
主役の進藤ヒカルに相応する時光（シー・グァン）役は『琅琊榜〈弐〉〜風雲来る長林軍〜』『如懿伝』、恋愛ドラマ『愛される花』、ホームドラマの『小別離』などで演技力の高い子役としての評価の高かった胡先煦（フー・シエンシュウ）、藤原佐為に相応する褚嬴（チュー・イン）役は特撮ドラマ『鎧甲勇士』、『テニスの王子様』の2008年の中国リメイクドラマ版『網球王子』、続編の『加油!網球王子』、『怪しい彼女』のドラマ版『重返20歳』などでミステリアスな美男子の役が多い張超（チャン・チャオ）が主演を務めている。
実写ドラマ化の権利獲得とプロデュースを担当する株式会社AKATSUKIより2018年5月に制作開始、2020年10月に配信開始の発表がされた。
配信前は主演俳優3人の名前と主なキャラクターの情報は出ていたが、藤原佐為に当たるキャラクター・褚嬴（チュー・イン）の情報は伏せられていて、キャラクター紹介には兪亮（アキラ）、洪河（和谷）、瀋一郎（伊角）、方緒（緒方）などの主役以外の情報のみ出ていた為、中国は幽霊や転生は規制がかかるのでオカルト要素のない青春囲碁ドラマになると思われていた。
配信開始にあたって、公式ウェイボーに原作のほったゆみ、小畑健のメッセージが寄せられた。
エンディングテーマは日本のアニメ版と同じ「ボクらの冒険」の中国語カバー曲「我們的冒険」。元Kids Aliveの管野浩司はテレビ東京から連絡があり、曲と歌詞のチェックがあったとツイートしている。
劇中の囲碁シーンは中国囲棋協会の協力の下、実際の中国のプロの対戦の棋譜や指南書が用いられている場面が多くある。囲碁指導は范蔚菁。なお、最初の出会いとなる時光（褚嬴）対兪亮、神の一手の対局となる褚嬴対兪暁陽の棋譜などは原作漫画と同じ棋譜になっている。
ドラマ配信中に行われた三星火災杯世界囲碁マスターズの解説番組のゲストに初日は谷雨（三谷祐輝）役の紀李（ジー・リー）、2日目は主演の時光（シー・グァン）役の胡先煦、兪亮（ユー・リャン）役の郝富申が出演した。
第三回呉清源杯世界女子囲碁選手権の閉幕式にドラマ出演者の郝富申、紀李、韓沐伯、趙浩閎、邵如一（アキラ、三谷、緒方、和谷、越智、役）がゲスト出席した。
ドラマ配信当初は褚嬴（チュー・イン）の日本風衣装や白塗りメイクへの違和感、国外では第一話の香港返還の描写の多さで不評だったが、原作を尊重しつつ、中国の懐かしい時代を再現した作りで放送回を重ねるごとに評価は上がり、最終回である2020年第48週（11.22-11.28）のドラマデイリー景気指数のトップになった。
番組終了後、番外編として、全国8カ所のVR体験施設・零号空間VR影院にて南梁の時代に行って褚嬴（チュー・イン）と会う体験ができるアトラクションが開設されている。同サービスはグローバルVRコンテンツコミュニティVeeR VRで公開されていて3D及びVRで見ることができる。
2020年12月に放送されたドラマ「了不起的女孩（英題 Dear Missy)」は監督及び俳優に棋魂の出演者が多く起用されていて、第35話に時光が褚嬴とそっくりな青年・姚遠（ヤオ・ユエン）と出会う1シーンがあるクロスオーバー作品となっている。
2021年8月時点ではYouTubeにてエンディングテーマ「我們的冒険」がカットされているバージョンが7話まで公開されていたが2022年１月現在、公開は中止されている。
iQIYI国際版のサイトでは日本の映像では服や背景に他のアニメのキャラクターなどがある場合にボカシがかかっているが、ボカシが無いバージョンが配信されている。2022年12月に日本語字幕対応。

## あらすじ
1997年、9歳の時光（シー・グァン）は祖父の家の物置で古い碁盤を見つけ、碁盤に宿っていた南朝梁時代の囲碁の第一人者・褚嬴（チュー・イン）の魂を目覚めさせてしまう。時光は「神の一手」を探求したかった彼の求めに応じ囲碁をすることを約束する。探し当てた碁会所で偶然出会った天才少年・兪亮（ユー・リャン）と褚嬴の言うままに対局し圧倒的な実力で勝ち兪亮の心に強い衝撃を与える。軽い気持ちで囲碁大会に行った時光の活躍はプロ棋士たちの目に留まり、才能ある少年として囲碁道場に通うも、囲碁に生涯を捧げる覚悟のプロやプロを目指す子供達との違いに耐えられなくなり褚嬴と仲違いをして褚嬴は消える。6年後、中学三年生の時光は有望な天才少年だった頃を知る旧友を助ける為に再び囲碁の勝負をすることになり、大ピンチに陥った勝負の最中、再び褚嬴の声が聞こえ、彼と再会する。時光は中学の囲碁部の仲間や褚嬴との切磋琢磨を通じプロへの道を志す。

## 登場人物

### 主要人物
| 役名                  | 原作名     | 俳優名                                         | キャラクター紹介 |
| 時光 （シー・グァン） | 進藤ヒカル | 胡先煦 （フー・シエンシュウ） 盧思宇(子供時代) | やんちゃで勉強は苦手な小学三年生。通称小光（シャオグァン）。古い碁盤に宿っていた褚嬴と出会い、彼と共にプロの囲碁棋士を目指す。                                                             |
| 褚嬴 (チュー・イン）  | 藤原佐為   | 張超 （チャン・チャオ）                        | 南朝梁時代の囲碁の名手。謀略により失脚し絶望の中、崖から海に身を投げる。神の一手を求め清の時代に蘇り白子虬（バイ・ズーチョウ）（原型は清代の棋聖・黄龍士）に憑依し、その後時光に憑依する。 |
| 兪亮 （ユー・リャン） | 塔矢アキラ | 郝富申 （ハオ・フーシェン） 方東海 (子供時代)  | トップ棋士、兪暁暘（ユー・シャオヤン）を父に持つ囲碁の天才少年。時光（褚嬴）との対局で負けた後、韓国に留学する。時光とは互いに向上しあうライバル。                                         |

### 方圓市十三中学囲碁部
| 役名                          | 原作名     | 俳優名                                          | キャラクター紹介 |
| 江雪明 （ジャン・シュエミン） | 藤崎あかり | 呉芊盈 （ウー・チェンイン) （子供時代：曹博軒） | 時光の幼馴染。通称明明（ミンミン）。問題児の時光に何かと世話を焼く過程で囲碁部創部に関わり、女子団体戦を目指すようになる。               |
| 呉迪 （ウー・ディー）         | 筒井公宏   | 蒋宜儒 （ジャン・イールー）                     | 囲碁部の創設者。気弱だが囲碁への情熱は熱い。子供の頃時光と同じ囲碁道場に通っていた。ネット碁界に突如現れた謎の棋士・褚嬴を崇拝している。 |
| 何嘉嘉 （ハー・ジャージャー） | 加賀鉄男   | 付偉倫 （フー・ウェイルン）                     | 方圓市十三中学象棋部の部長。囲碁もかなり強い。子供の頃に兪亮に手加減されて勝ったのを知り囲碁も兪亮も大嫌いになる。                       |
| 谷雨 （グー・ユー）           | 三谷祐輝   | 紀李 （ジー・リー）                             | 団体戦の為に勧誘された一匹狼な少年。当初は市中の碁会所でイカサマ碁をしていたが、時光達に感化され囲碁に情熱を持つようになる。             |

### 弈江湖道場
| 役名                          | 原作名     | 俳優名                       | キャラクター紹介 |
| 洪河 （ホン・ホー）           | 和谷義高   | 趙浩閎（チャン・ハオホン）   | 時光がプロを目指してからの一番の友人。プロになった後もルームメイト。友人思いで時光の面倒をよく見る。陶器職人の父と対立している。   |
| 沈一朗 （シェン・イーラン）   | 伊角慎一郎 | 孫燦（スン・ツァン）         | 時光、洪河のルームメイト。道場でもよく3人で行動する。道場一の実力がありながら本番に弱い。                                          |
| 白瀟瀟 （バイ・シャオシャオ） | 奈瀬明日美 | 翟冠華（ジャイ・グァンホァ） | 時光とは囲碁の合宿で知り合う。生真面目で責任感の強いメガネ女子。低血糖の傾向がある。                                               |
| 岳智 （ユエ・ジー）           | 越智康介   | 邵如一（シャオ・ルーイー）   | 自尊心も実力も非常に高い。実業家の祖父がプロ試験前に兪亮に指導を頼み、彼が自分より格下の時光に注目している事に不快感を露わにする。 |

### プロ棋士
| 役名                        | 原作名   | 俳優名 | キャラクター紹介                                                                                                   |
| 方緒 （ファン・シュー）     | 緒方精次 | 韓沐伯 | 最年少九段、兪暁陽門下。ネット囲碁や実業団を結成する、若手の実力者として次世代の野心を持った棋士。                 |
| 兪暁暘 （ユー・シャオヤン） | 塔矢洋行 | 江柏萱 | 兪亮の父。九段。国際大会にも出場する最強棋士。褚嬴は早くから彼との対局を熱望する。                                 |
| 白川 （バイ・チュァン）     | 白川道夫 | 方文強 | プロ五段、子供向けの道場で指導をしている。時光にプロになるための助言をする。方緒の兄弟子で互いに切磋琢磨した関係。 |
| 許厚 （シュー・ホウ）       | 倉田厚   | 郭楓   | プロ五段。時光を自分の実業団に勧誘する。体裁や格式に無頓着な変わり者。                                             |

## 主題歌
テーマソング
エンディングテーマ 
我們的冒険（ボクらの冒険）
- 作詞：Keiji　中国語作詞：劉暢 　作曲：Keiji・朝三“sammy”憲一 　編曲：李繽　　プロデューサー：高小陽　李斌 　歌：曹寅

劇中歌
重生　（よみがえり）　作詞：張暢、王搏 　作曲：園田芳雄 　歌：耿斯漢
星辰之下　（星座の下）作詞：林喬、劉恩汛　作曲： 李繽 　歌：韓沐伯
永遠的明天　（永遠の明日）作詞： 査査 　作曲：査査、Nu 　歌：劉心